# Trichonotulus vultuosus
Trichonotulus vultuosus är en skalbaggsart som beskrevs av Vladimir Balthasar 1971. Trichonotulus vultuosus ingår i släktet Trichonotulus och familjen Aphodiidae. Inga underarter finns listade i Catalogue of Life.